# Chiesa di Santa Maria Assunta (Loreo)
La parrocchia di Santa Maria Assunta, indicato anche come Santuario della Beata Vergine della Carità e semplicemente come chiesa dell'Assunta, è un edificio religioso situato in Piazza del Longhena a Loreo, in provincia di Rovigo. Secondo la chiesa cattolica è considerata chiesa arcipretale, ovvero a capo di una particolare parrocchia detta arcipretura.
L'edificio originale, sorto nel XV secolo, venne in seguito rimaneggiato prima nel XVII secolo, innalzando una facciata barocca progettata da Baldassare Longhena, ed infine nel XVIII secolo assumendo l'aspetto che appare al giorno d'oggi.
L'interno è impreziosito da opere di pittori di scuola veneta, tra cui Antonio Vassilacchi (XVI secolo), Pietro Damini e Andrea Vicentino (XVII secolo) e Antonio Marinetti (XVIII secolo).

## Storia
L'esistenza di una chiesa dedicata all'Assunzione di Maria al cielo sul territorio loredano è documentata già dal 1094. Dell'edificio non si conosce che qualche dettaglio e che nel corso dei secoli venne semidistrutta ed in parte ricostruita.
La comunità religiosa di Loreo nella prima parte del XVII secolo interpellò la diocesi di Chioggia chiedendo il permesso di avviare la costruzione di un nuovo edificio più consono allo svolgimento delle funzioni. Attorno al 1658 il vescovo Francesco Grassi, allora responsabile della diocesi di Chioggia, ritenendola oramai troppo cadente ed angusta concesse il permesso per l'abbattimento del vecchio edificio.
Il nuovo edificio venne innalzato nella seconda parte del secolo e consacrato nel 1675, assumendo prima il titolo di chiesa parrocchiale e poi quello di duomo. Nel 1739 al suo interno venne traslata l'immagine della Madonna della Carità alla quale erano attribuiti miracoli dal 1736, assumendo da quel momento anche il titolo di santuario.

## Descrizione
L'edificio sorge affacciato su piazza Longhena ed è interamente visibile, solo lievemente addossato da edifici attigui. Alla sinistra è collocato il campanile opera di Tranquillino Carrisi.

### Esterno
Nel perimetro esterno le cappelle maggiori non sporgono rispetto a quelle minori. In questo modo si viene a creare una continuità esterna tale che il muro perimetrale dell'edificio è inscrivibile in un rettangolo.

#### Facciata
La facciata è opera di Baldassare Longhena, il maggior architetto del Seicento veneziano. Essa fa parte di una delle facciate che si inseriscono nelle attività progettuale di Longhena (progettista anche del Cattedrale di Chioggia, opera a cui Longhena prende come modello per la realizzazione di questa facciata).
Essa si sviluppa attorno ad un motivo di fronte di tempio. Sono presenti quattro paraste di ordine toscanico poste su alti piedistalli reggenti una trabeazione con metope e triglifi su cui si imposta un timpano triangolare. Le quattro paraste, inoltre, suddividono la facciata in tre parti. All'interno delle fasce identificate dall'ordine architettonico sono presenti due finestre ai lati, ornate da una cornice a edicola con semicolonne ioniche e da un timpano semicircolare a dentelli. La fascia centrale presenta al primo livello un portale costituito da semicolonne ioniche e timpano semicircolare mentre il secondo livello comprende una trifora superiore ornata da un timpano semicircolare spezzato. Il tutto si conclude con un frontone che all'origine era stato predisposto per sostenere tre statue (attualmente non presenti). Al centro della facciata è presente una targa dedicatoria alla Vergine.

### Interno
L'interno della chiesa venne disegnato da Baldassarre Longhena dopo l'incendio che colpì l'edificio alla metà del Seicento. Egli prese ispirazione dall'interno della chiesa di Santa Maria di Nazareth a Venezia.
L'impianto è longitudinale e presenta un'unica navata, coperta da volte a crociera, affiancata da tre cappelle per lato separate da scomparti di muro su cui sono presenti delle paraste accoppiate. Le cappelle centrali sono caratterizzate da un'altezza e larghezza maggiori rispetto alle altre. La zona del presbiterio è costituita da una cappella rettangolare coperta da una volta a botte. Inoltre è presente un'abside semicircolare. Lo spazio interno è scandito dall'ordine ionico utilizzato nelle paraste che reggono una trabeazione continua da cui si imposta la volta a crociera.
All'interno sono presenti otto altari, uno per ogni cappella, i quali conservano diverse opere d'arte tra cui le opere pittoriche, l'altare maggiore, le statue e un organo a canne.

#### Opere d'arte

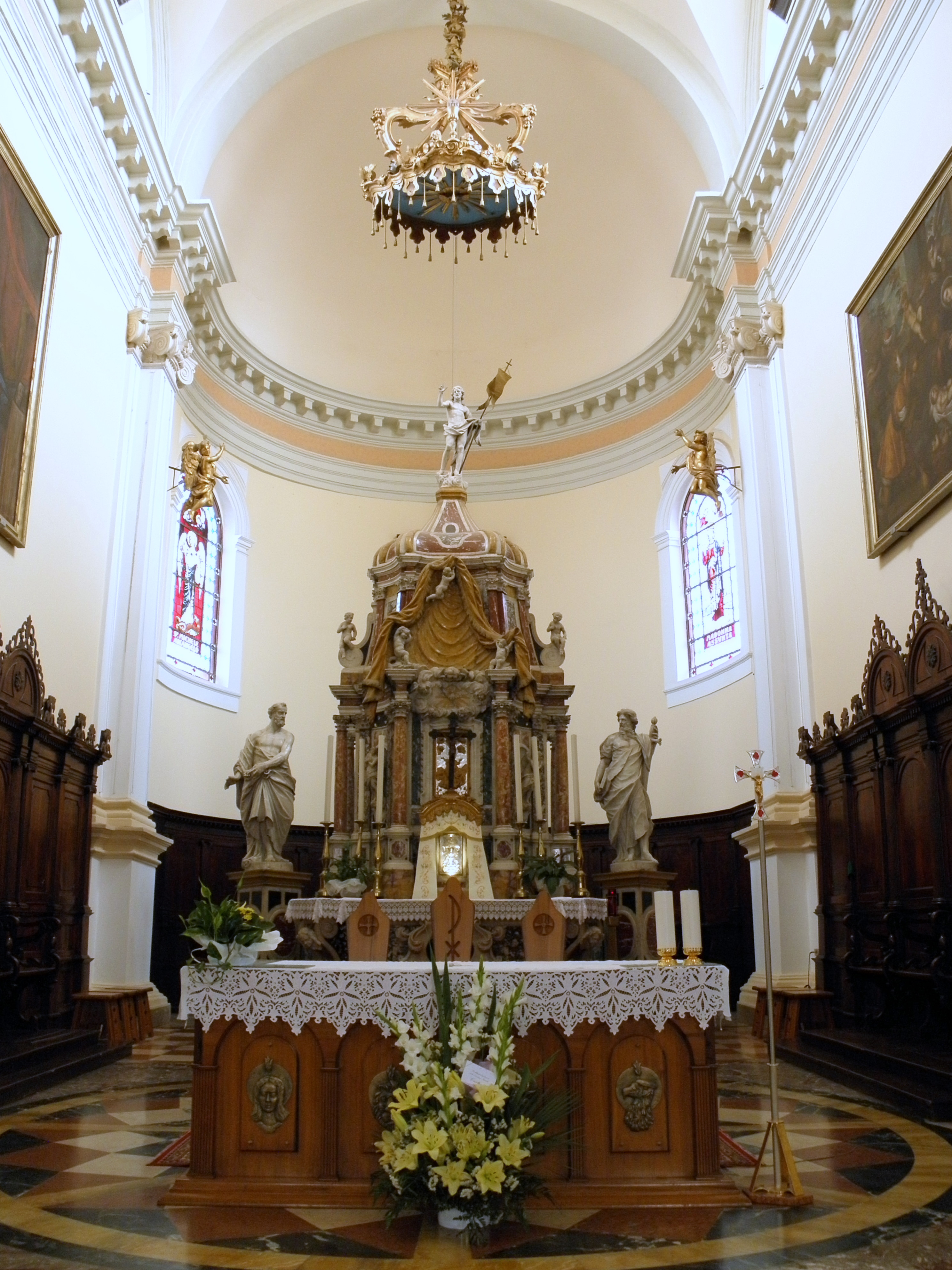
L'altare maggiore, in stile barocco, opera di Antonio Tarsia.

Tra le varie opere pittoriche all'interno dell'edificio, risultano collocate alle pareti laterali del presbiterio due dipinti, Un miracolo della Beata Vergine, olio su tela opera del pittore Pietro Damini (1592-1629) e L'adorazione dei pastori, anch'esso olio su tela, opera del pittore Antonio Vassilacchi detto L'Aliense (1556-1629).
Da ricordare sono l'altare maggiore, in stile barocco, opera di Antonio Tarsia, impreziosito da due statue rappresentanti San Pietro e San Paolo opera di Giuseppe Torretti, già maestro di Antonio Canova, il coro ligneo e la cantoria dove è posto un organo a canne realizzato dall'organaro Gaetano Callido.